# Ludwig Reinhard
Ernst Ludwig August Reinhard (* 9. April 1805 in Mustin (bei Ratzeburg); † 19. Juli 1877 in Bolz) war ein deutscher Lehrer und 1848 Mitglied der Nationalversammlung in der Frankfurter Paulskirche.

## Leben
Ludwig Reinhard wurde als Sohn des evangelischen Theologen und Pastors Heinrich Gottlieb Reinhard († 1809) und dessen Frau Henriette Jeanette, geb. Bornemann (Lebensdaten unbekannt) geboren. Nach dem Tode seines Vaters zog seine Mutter mit ihren vier Kindern nach Ratzeburg. Dort besuchte Reinhard die Domschule und studierte zunächst in Göttingen und ab Oktober 1825 in Rostock Theologie. 1822 wurde er Mitglied der Alten Göttinger Burschenschaft und der Burschenschaft Allgemeinheit. Nach dem Studium war er 15 Jahre als Hauslehrer und 1832 als Volksschulrektor und Konrektor in Ludwigslust tätig. Wegen seiner guten pädagogischen Fähigkeiten wurde Reinhard 1845 als Rektor an die Stadt- und Armenschule nach Boizenburg/Elbe berufen, um der herabgekommenen Schule aufzuhelfen. 1849 wurde er wegen seiner politischen Tätigkeit (er war zusammen mit Hellmuth Wöhler Mitglied des Centralmärzvereins) seines Amtes enthoben. In der Folgezeit arbeitete Reinhard als Hauslehrer in Jessenitz und Bolz bei politisch gleichgesinnten Freunden. In Bolz schützte ihn der liberale Gutsbesitzer Rudolf Müller vor weiteren Repressalien. Damals kam es zwischen Reinhard und Fritz Reuter zu einem Schriftwechsel. Fritz Reuter setzte Ludwig Reinhard in Ut mine Stromtid als Avkat Rin ein literarisches Denkmal.
Von 1850 bis 1851 war er Redakteur der Zeitschrift Reformblatt für beide Mecklenburg in Rostock. 1851 verbüßte er eine Haftstrafe wegen Pressevergehens. Um 1860 trat Reinhard wieder politisch an die Öffentlichkeit. 1863 ging er nach Coburg und war dort bis 1866 Redakteur der Allgemeinen Deutschen Arbeiterzeitung. Er war politischer Autor und anonymer Herausgeber plattdeutscher Mundartdichtung.
Ludwig Reinhard erlebte während seines Studiums in Göttingen im Jahr 1826 Heinrich Heine beim Vortrag seiner Harzreise und entwickelte sich zum Gegner der orthodoxen protestantischen Amtskirche. Er war eng befreundet mit Fritz Reuter, John Brinckman, Hoffmann von Fallersleben, Wilhelm Raabe (1808–1858) und Georg Adolph Demmler.
1848 wurde Reinhard im 4. Wahlkreis (Boizenburg/Elbe) des Landes Mecklenburg-Schwerin in die Frankfurter Nationalversammlung gewählt, der er vom 18. Mai 1848 bis zum 18. Juni 1849 angehörte. Am 7. Juli 1848 erweiterte er den Antrag auf Einrichtung eines Ausschusses für Kirchen- und Schulangelegenheiten um die Forderung nach einer besonderen Section für das Volksschulwesen, der er ab dem 12. Juli innerhalb der neu eingerichteten Commission für das Unterrichts- und Volkserziehungswesen angehörte. Reinhard war Mitglied der Fraktion Donnersberg, für die er mehrfach als Redner im Plenum antrat. Die mecklenburgische Landesregierung berief Reinhard mit Schreiben vom 5. Juni 1849 widerrechtlich ab.

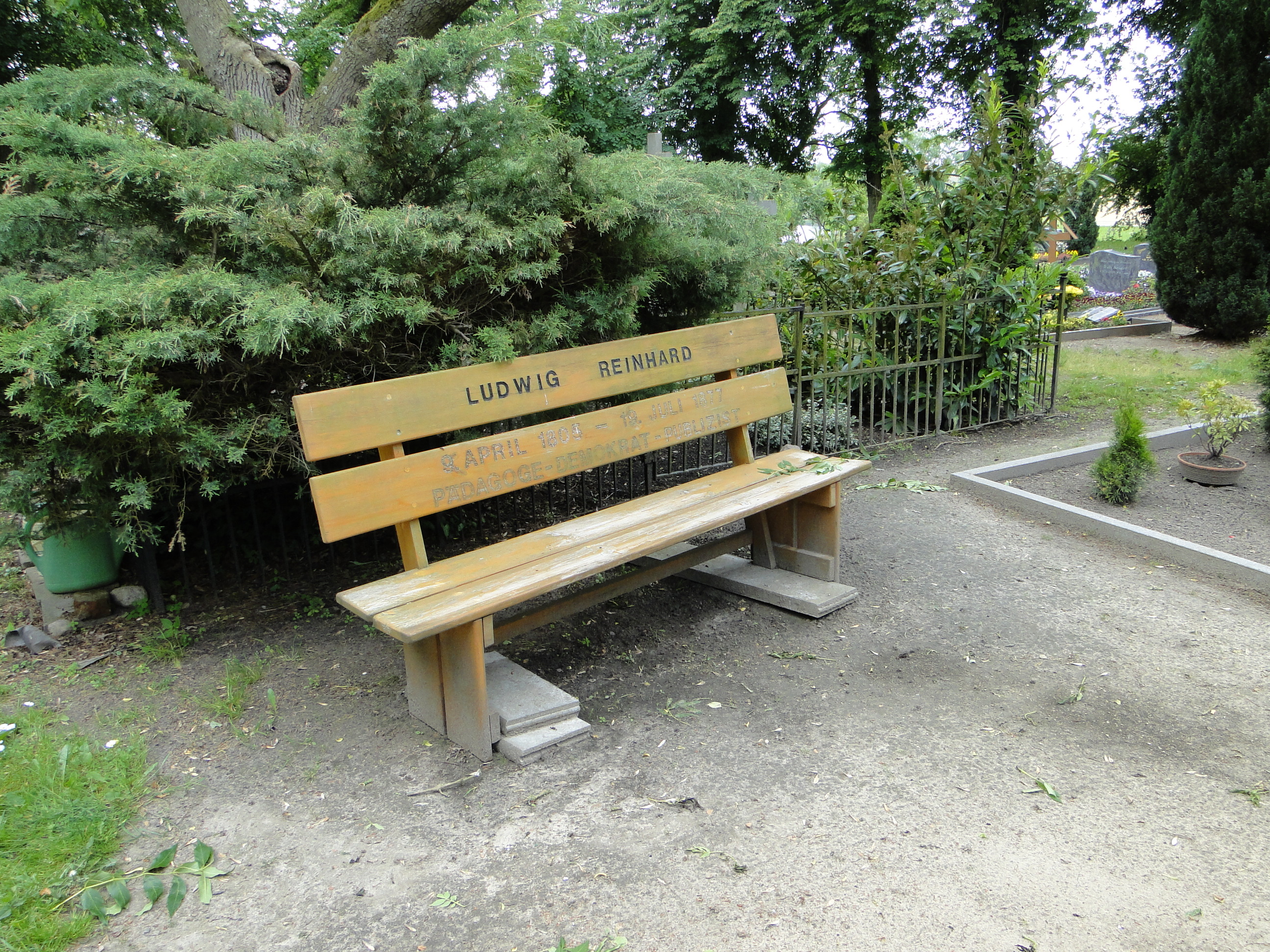
Friedhof Dorfkirche Ruchow 2015

Seine letzten Lebensjahre verbrachte Reinhard wieder beim Gutsbesitzer Müller in Bolz, wo er am 19. Juni 1877 starb. Er wurde in der Familiengruft der Familie Müller auf dem Friedhof an der Dorfkirche Ruchow bei Sternberg beigesetzt.

## Schriften (Auswahl)
- Schwerin – ein Sommermärchen, 1846.
- Deutschland’s Auferstehungs-Arie: Pendant zu Preußen’s Todten-Messe dem Schleswig-Holsteinschen Freicorps gewidmet. Berlin 1848. (Digitalisat des Exemplars der  UB Frankfurt).
- Offnes Wort an die Männer des 4. Mecklenburgischen Wahlkreises. Hagenow 1849.
- Komische Spaziergänge. Coburg 1867.
- Neun plattdeutsche Göttergespräche (mecklenburgischer Mundart). Coburg 1865.
- Zum Allerwelts-Pfaffenkongreß, genannt ökumenisches Concil: dem Coburger Arbeiterverein gewidmet. Coburg 1869. (Digitalisat)